# Promenades de Reims
Les Promenades sont un espace vert de Reims, en France. Elles sont constituées des Basses Promenades et des Hautes Promenades (rebaptisées Promenades Jean-Louis Schneiter en 2016), les deux étant séparées par le Square Colbert.

## Histoire
L'espace allant de la Vesle à la place de la République a été gagné à partir de 1733 au nord des remparts de Reims. Lors des travaux de mise en valeur du site furent découverts, au milieu du XIXe siècle, une villa à hypocauste et la porte Mars tout juste dégagée du rempart. Aux Basses-Promenades fut mis au jour un habitat avec sépultures qui était occupé du Ier siècle jusqu'à l'antiquité. Elles ont connu un grand remaniement lors de l'arrivée du chemin de fer avec la création de la gare de Reims. La fontaine Bartholdi fut détruite à la suite des dégâts de la Grande Guerre et le kiosque à musique qui se trouve dans le parc de la Patte-d'oie.

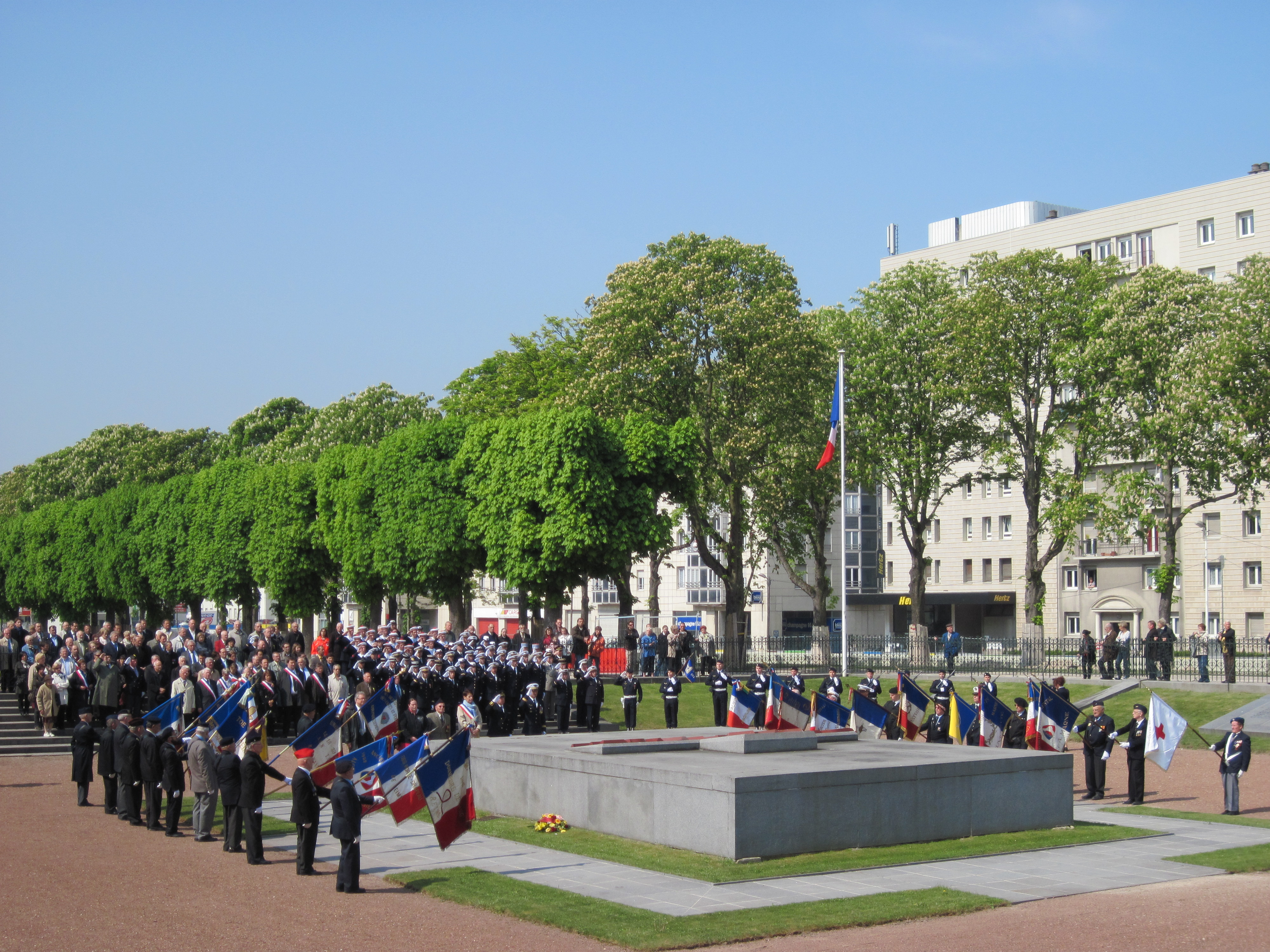
Monument un 8 mai,
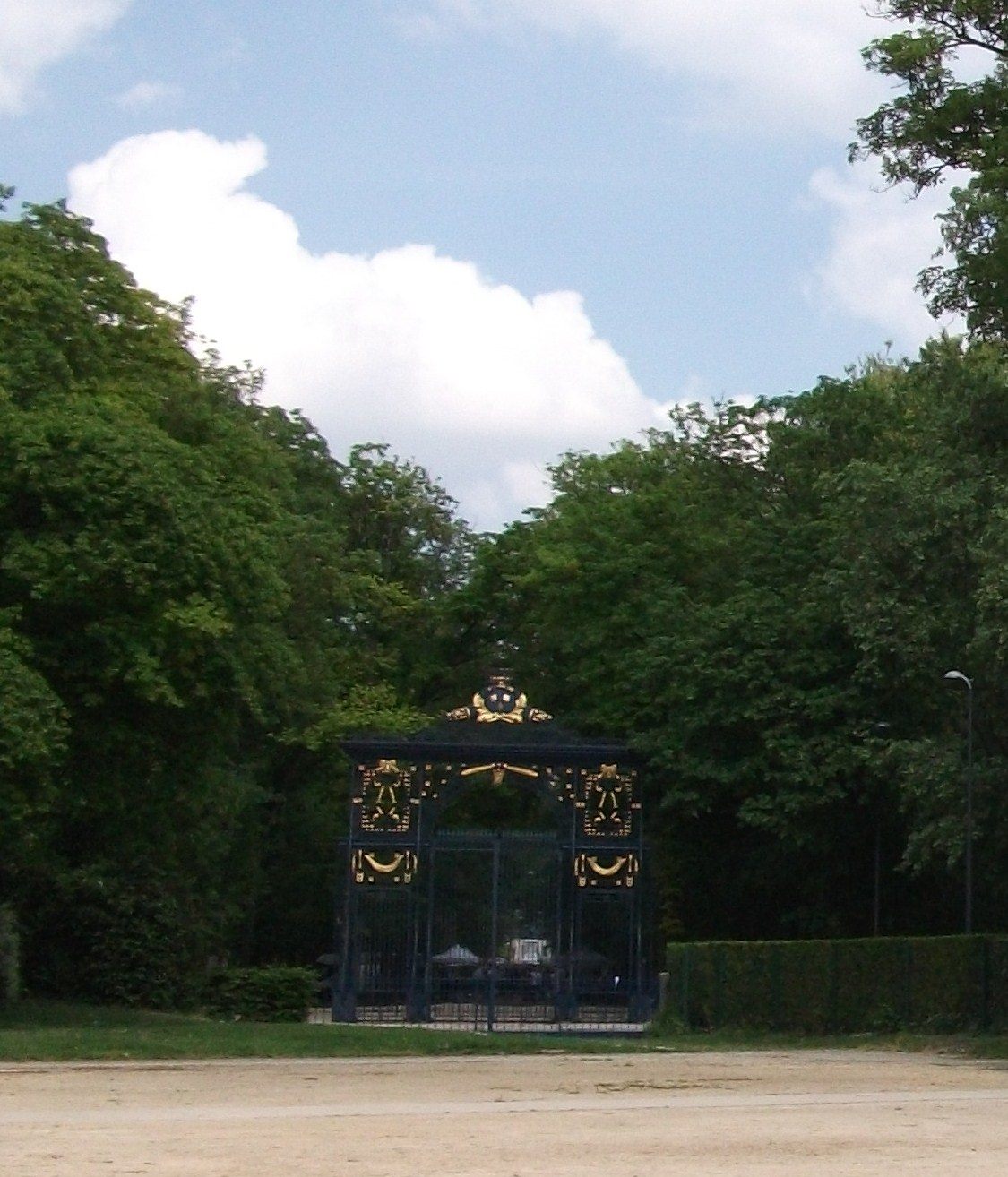
porte de Paris,
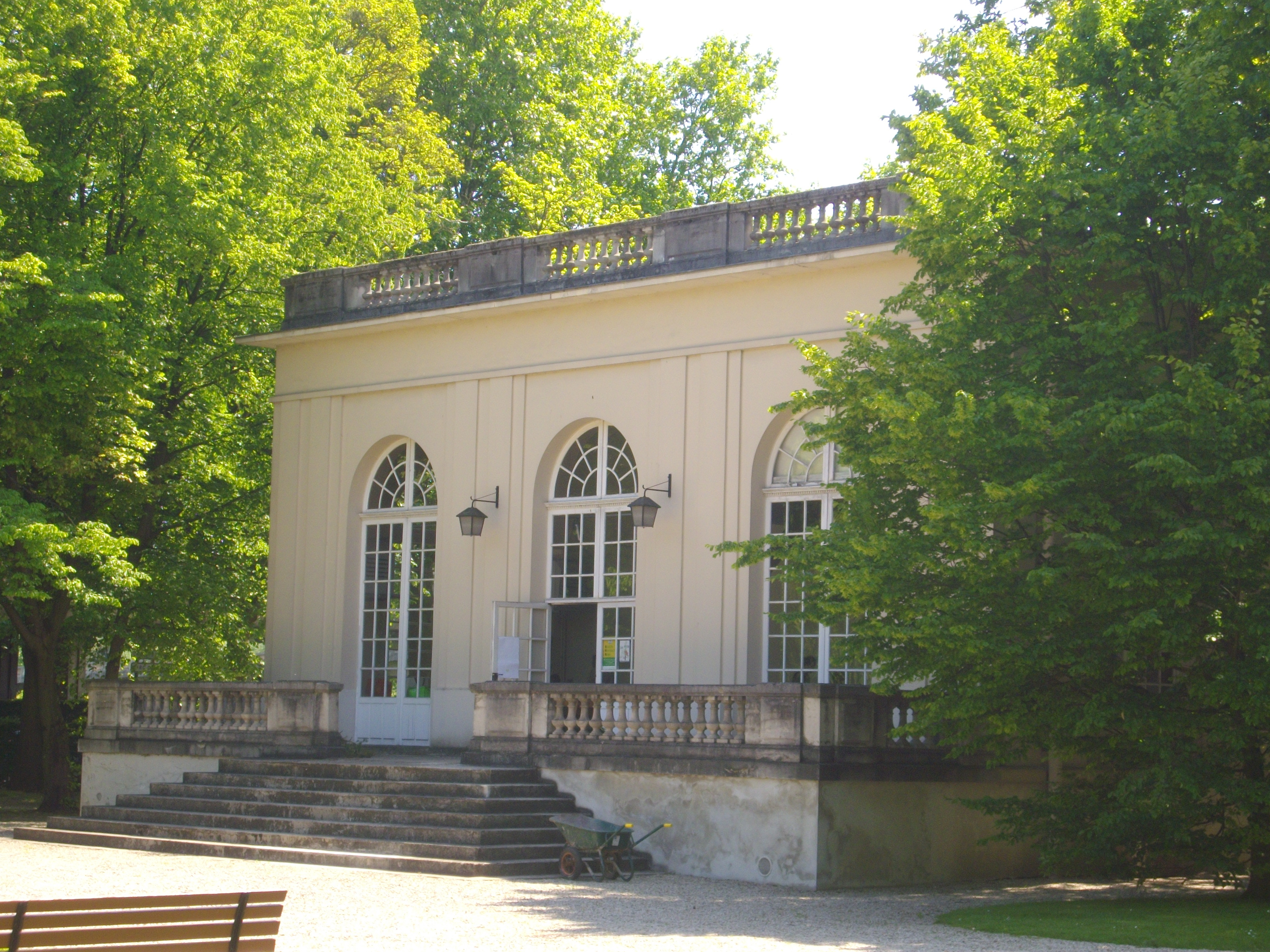
le jardin Pierre-Schneiter,
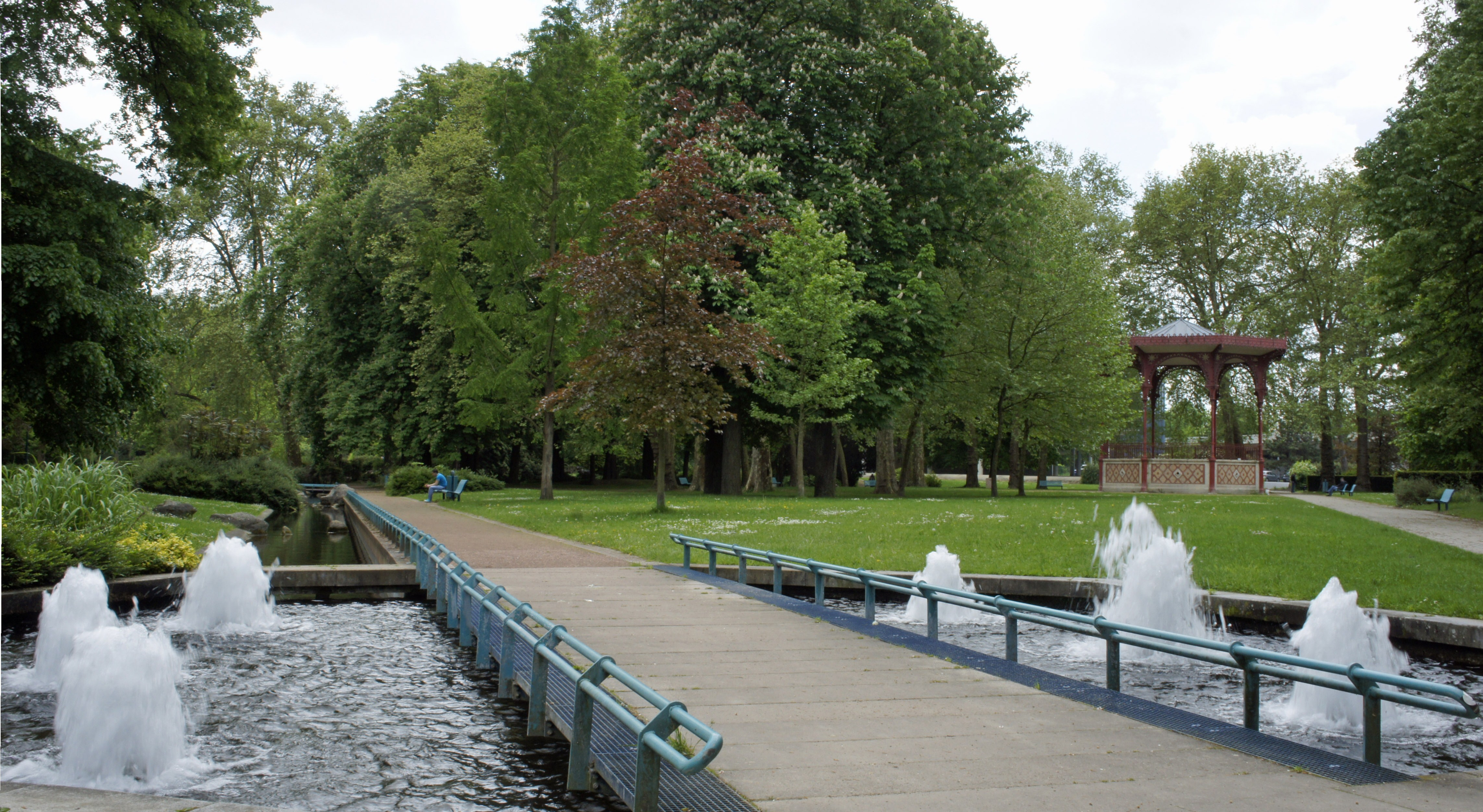
Parc de la Patte d'oie
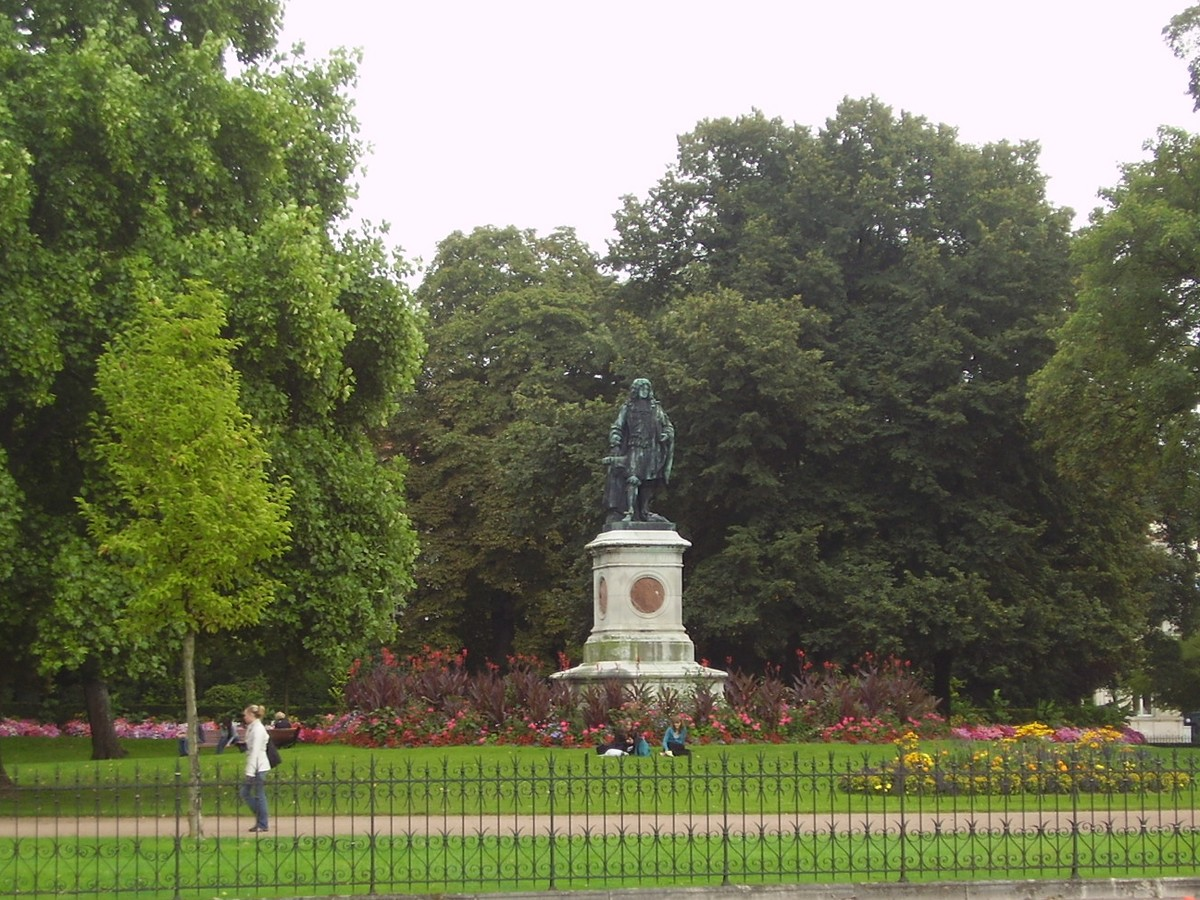
square et statue de Colbert.

Les Hautes-Promenades se compose du monument aux martyrs de la Résistance et de la Déportation ainsi que du mémorial à l'Armée Rhin et Danube. Les travaux de réfections (2018-2020) ont permis de revaloriser cet espace vert, notamment en intégrant davantage la porte de Mars avec la disparition notamment du parking. Le square Colbert en face de la gare a également été revalorisé entre 2018 et 2020. Les Basses-Pomenades s'étendent jusqu'au parc de la Patte d'oie et au jardin Schneiter, elles doivent, elles aussi, faire l'objet d'une revalorisation à partir de 2021. Les espaces seront repensés pour les rendre plus attractives, le parking disparaitra lui aussi et la porte de Paris devrait être plus mis en valeur. 
Les projets à venir devraient permettre un accès apaisé au parc de la Patte d'oie depuis les Basses-Promenades, mais aussi prolonger les Hautes-Promenades jusqu'au Monument au mort en amont, là aussi par un accès apaisé.
Les Promenades sont un sites naturels classés depuis le 3 juin 1932.

## Images anciennes

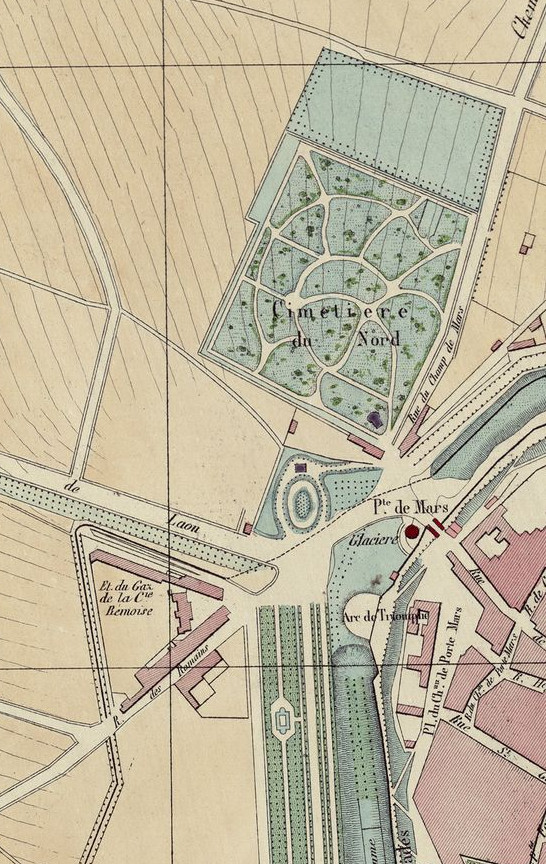
Partie hautes, en 1844 sur le
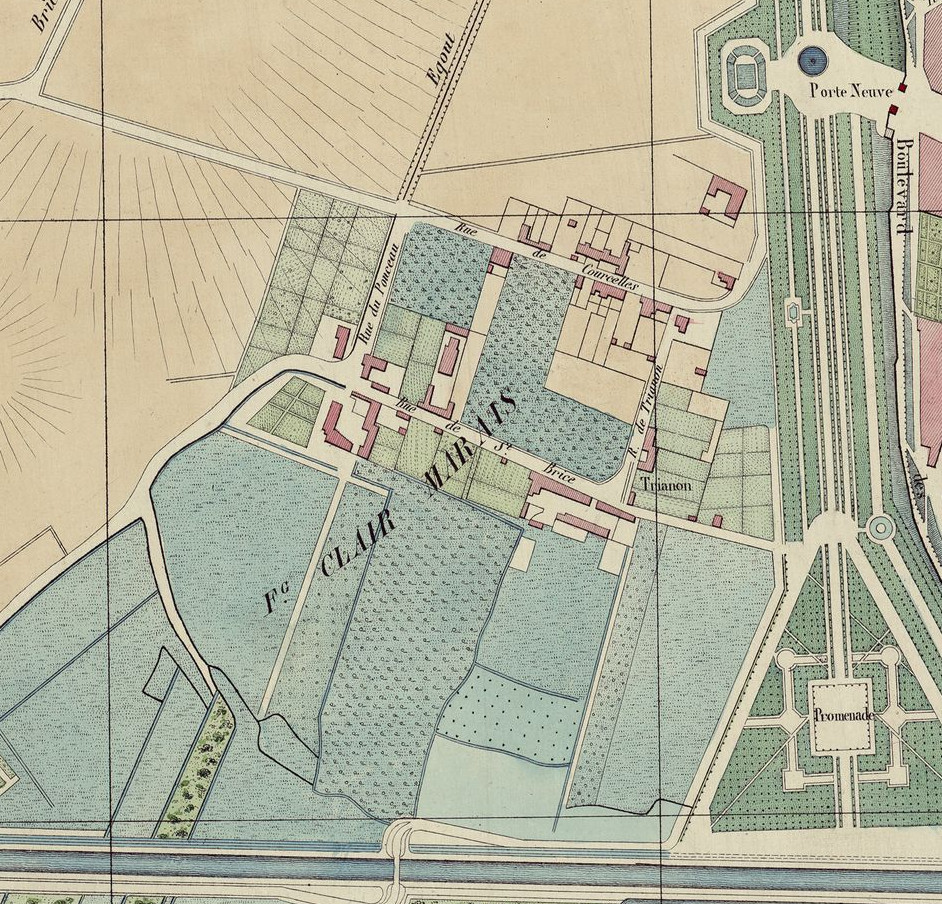
plan Héteau, la partie basse.
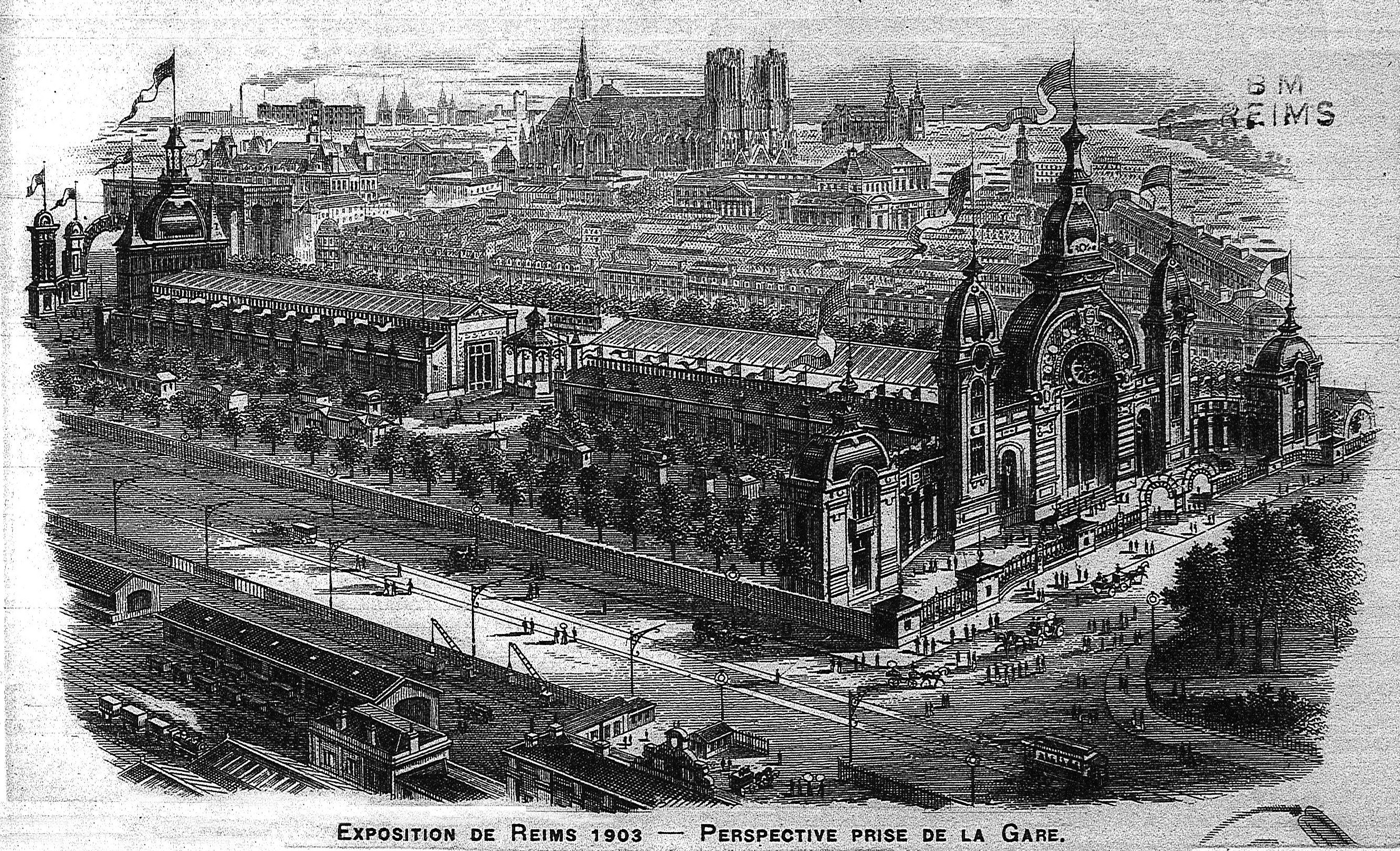
l'exposition industrielle de 1903,
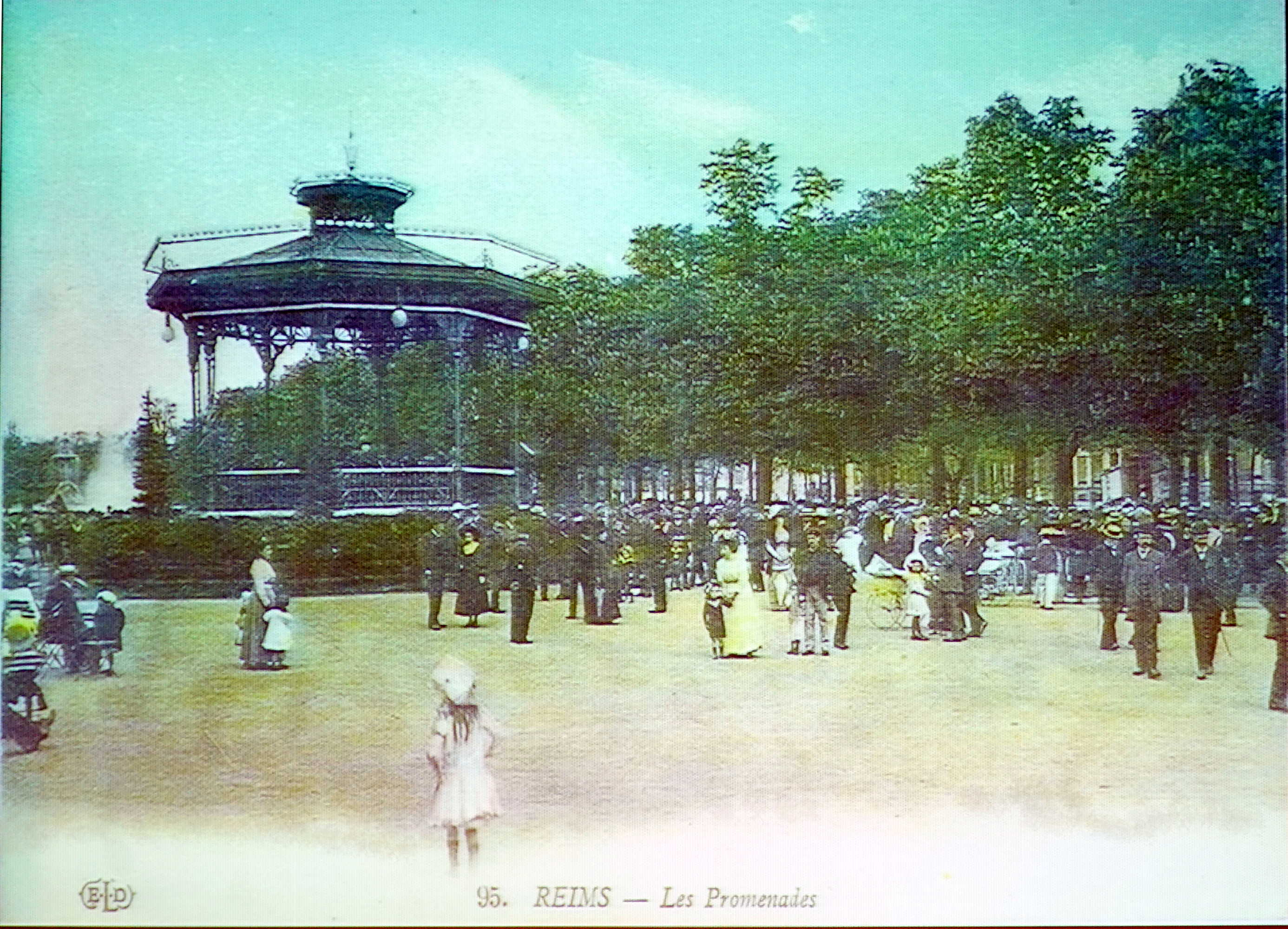
Le kiosque à musique.

## Accès
Les Promenades sont entourées des voies suivantes : boulevard du Général-Leclerc, boulevard Louis-Roederer, boulevard Louis-Foch et le boulevard Joffre. Une piste cyclable y est présente, sauf au niveau du square Colbert.